# (17702) Kryštofharant
17702 Krystofharant (1997 JD) – planetoida z pasa głównego asteroid okrążająca Słońce w ciągu 5,39 lat w średniej odległości 3,07 j.a. Odkryta 1 maja 1997 roku.